# Hiemsia cleistocarpa
Hiemsia cleistocarpa är en svampart som beskrevs av Fort & Guarro 1986. Hiemsia cleistocarpa ingår i släktet Hiemsia och familjen Pyronemataceae.   Inga underarter finns listade i Catalogue of Life.